# Hans Voigt
Hans Voigt (17. november 1813 i Flensborg – 7. december 1865 i Hillerød) var en dansk kunstdrejer, billedskærer og fotograf.
Han var søn af skibsfører Daniel Voigt og Botilla Petersen Hau. Han var oplært til kunstdrejer, men havde lyst til kunstnerisk udskæring i elfenben og uddannede sig nogle år i H.W. Bissens billedhuggerværksted. Da han i 1847 vandt den Neuhausenske Præmie for en kopi i elfenben efter Bissens Fiskerdreng, blev han udset til at istandsætte de kunstige elfenbensarbejder i Frederiksborg Slots bedestol og riddersal m.m. og flyttede samme år til Hillerød, hvor han siden levede, senere bosat som kunstdrejer og fotograf, og døde den 7. december 1865. Efter slotsbranden 1859 udførte Voigt for J.G. Schwartz & Søn elfenbensrosetter til den rekonstruerede bedestol. En del af tingene skal være gået til lotteriet til fordel for Frederiksborg Slots genopbygning efter branden 1859, det såkaldte Kunstflidslotteri. Voigt har udført et skab i buksbom og citrontræ (på Jægerspris Slot), som er kopieret efter trappetårnets dør til Badstueslottet på Frederiksborg.
Elfenbenskæreriet fandt dengang adskillige dyrkere, og Voigt synes næsten at have været den dueligste i denne kreds. Han har dog stort set kun udført kopier. Hans elfenbenskopier efter Bissen, den nysnævnte Fiskerdreng, Amor, som sliber sin pil og Psyche, blev købt af Frederik VII og bevares endnu på Jægerspris Slot.
1845 og 1847 udstillede Voigt på Charlottenborg Forårsudstilling.
Han var to gange gift, første gang (1847) med Catharina Friederike Sophie Margaretha Thomsen (døbt 6. april 1803 i Flensborg – 13. juni 1856 i Hillerød), datter af skomager Jürgen Thomsen og Sophia Catharina Thomsen; anden gang 1859 med Emma Eleonora Marie Olsen (26. januar 1828 i Helsingør – 18. maj 1895 i Hillerød), datter af klokker og skolelærer Christen Olsen og Birgitte Marie Hyll. 

## Værker
- Frederik VII som ung (profilportræt skåret i horn, Jægerspris Slot)
- En malerstol (skåret i pæretræ, udstillet 1845, tilhørte Wilhelm Marstrand)

Små elfenbensfigurer:
- Amor hvæsser sin pil (udst. 1845, Jægerspris Slot)
- Fiskerdreng (udstillet 1847, Neuhausens Præmie, Jægerspris Slot)
- De tre gratier (Jægerspris Slot)
- Psyche (Jægerspris Slot)
- Elfenbenspokal (udstillet 1847)
- Et skab med udskæringer i buxbom og citrontræ (før 1854, Jægerspris Slot)
- Buster, bl.a. af ham selv og hans første hustru
- Udskårne krus, kunstfærdige dåser, rammer (f.eks. 1861 til Frederik VII), piber, elfenbensskeder til dolke m.m.